# Gran Cifrado

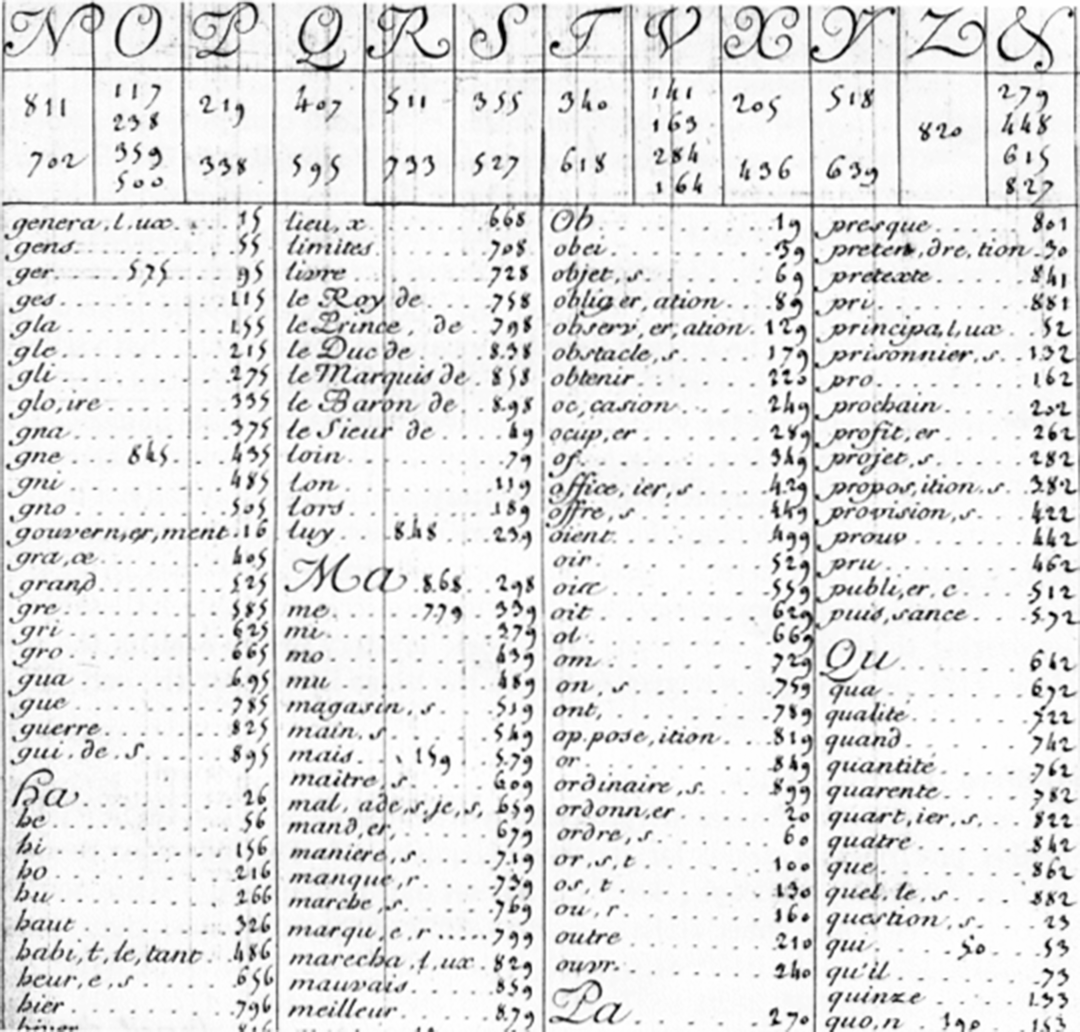
Algunos de los códigos utilizados durante el reinado de Luis XIV.

El término Gran Cifrado, también conocido como Gran Cifra o Gran Código, es una traducción del término francés original Grand Chiffre y en la criptografía hace referencia a un sistema desarrollado por un equipo de criptólogos franceses, los Rossignol, padre e hijo, Antoine y Bonaventure, respectivamente. El sistema Gran Cifrado mantuvo el secreto de las más secretas comunicaciones de Luis XIV de Francia, el Rey Sol. Era considerado como el sistema más seguro de su época. De hecho, tras el fallecimiento de los Rossignol, permaneció indescifrado hasta la última década del siglo XIX cuando el oficial francés Étienne Bazeries lo descifró. Étienne Bazeries pensó que, entre la información revelada por esa nueva fuente, se encontraba la identidad del hombre del máscara de hierro, identificándolo como Vivien de Bulonde.
Además de ese Gran Cifrado, los Rossignol crearon una Pequeña Cifra (Petite Chiffre) para comunicaciones meramente confidenciales.
El principio del sistema criptográfico del Gran Cifrado era la sustitución de sílabas (principalmente) del mensaje original por números, pero incluía nulas y trampas para dificultar su descodificación. Había un total de 587 grupos numéricos que se correspondían con sílabas, pares de letras, tríos de letras o letras individuales. Una consecuencia de esta configuración es que había más de una forma en que muchas palabras pudieran transcribirse, pero llegado el momento de la descodificación, no había tal ambigüedad. Entre las trampas, se encontraba la presencia de un grupo numérico que anulaba el valor del anterior.
Variantes de este sistema criptográfico estuvieron en uso en la diplomacia y en las fuerzas armadas francesas hasta la época napoleónica.